# Àlcetes II de l'Epir
Àlcetes II (en llatí: Alcetas, en grec antic: Ἀλκέτας) fou rei de l'Epir, fill d'Arimbes i net d'Àlcetes I de l'Epir.
Tenia un caràcter molt violent i el seu pare el va desheretar, designant com a successor el seu fill segon Eàcides. Eàcides va morir en una batalla contra Cassandre el 313 aC i llavors es va nomenar rei a Àlcetes. Cassandre va enviar contra ell un exèrcit dirigit per Liciscos, però Àlcetes no va tardar a aliar-se amb Cassandre (312 aC) i fer les paus.
Els epirotes indignats per les actuacions del rei, es van revoltar i van matar-lo juntament amb els seus dos fills. Pirros, fill d'Eàcides, amb només dotze anys, va ser proclamat rei amb l'ajut del rei Glaucies d'Il·líria l'any 307 aC, segons que diuen Diodor de Sicília, Plutarc i Pausànies.